# Riti della Settimana Santa di Messina
I riti della Settimana Santa di Messina (Barette in siciliano) sono una manifestazione religiosa popolare tipica.
- Premesse generali sulla cristianità.
- Implicazioni normanne.
- Origini generali dei riti penitenziali in Sicilia.

Per cronologia, analogia, territorialità, emulazione, contaminazione di usi e costumi, al novero delle Passio figurate, inserite nel contesto isolano soggetto alla dominazione aragonese - spagnola rispettivamente sotto la Corona d'Aragona e Corona di Spagna, appartengono i riti della Settimana Santa di Messina.

## Origini cittadine

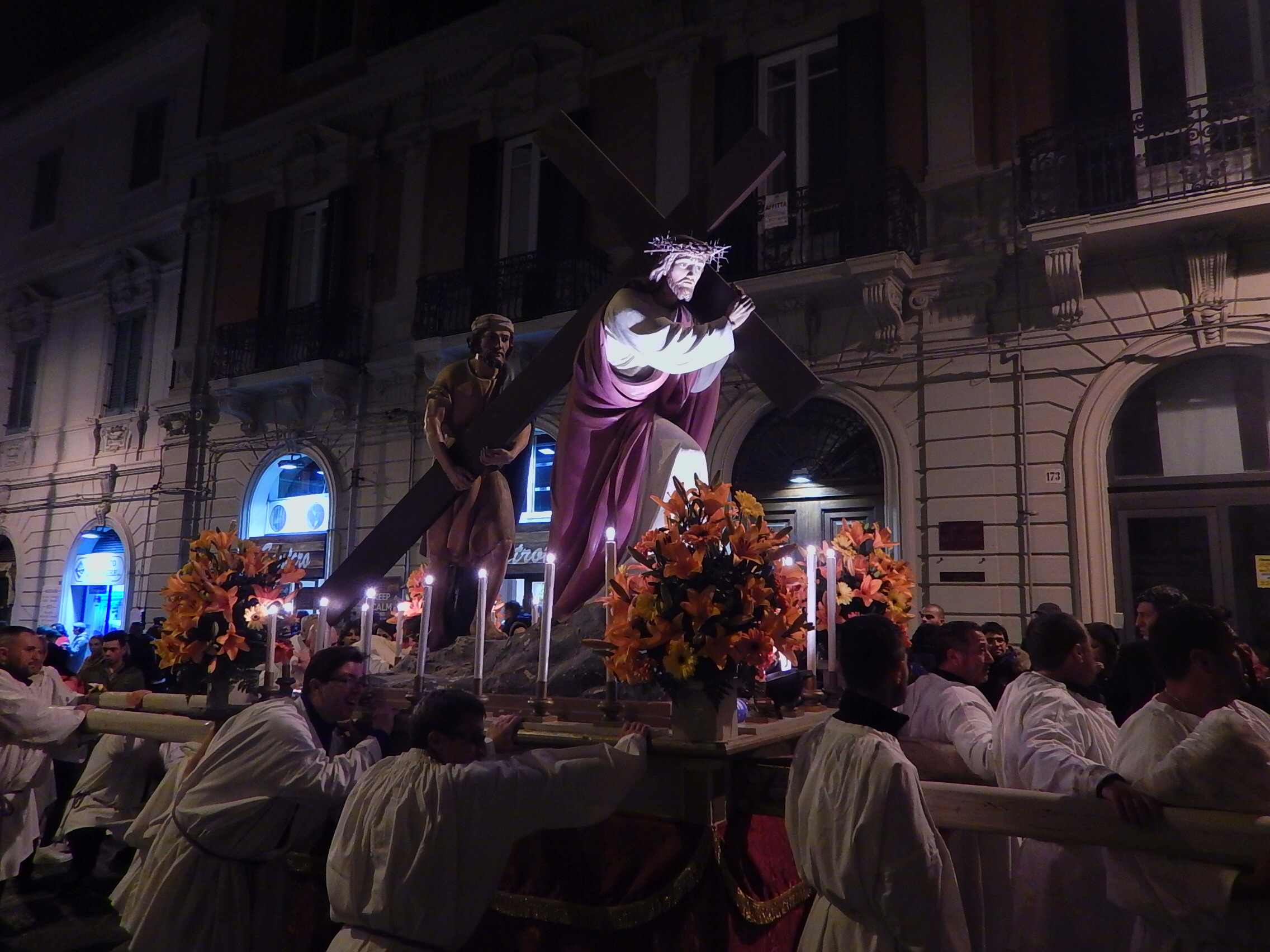
Il Cireneo.

### Epoca spagnola
I riti delle barette trovano fondamento nella storia della Sicilia spagnola 1516 - 1713 quando l'intera isola soggetta alla dominazione della Corona d'Aragona, unita al Regno di Napoli passa sotto la giurisdizione della Corona di Spagna, note in tempi successivi come dominazioni aragonese e spagnola.
- 1508, Una prima rievocazione sacra della Passione di Gesù è realizzata a sulla piazza del monastero carmelitano, ordine insediato presso la chiesa di San Cataldo, durante la visita di Raimondo di Cardona Viceré di Sicilia e Napoli[1]. Uno spettacolo realizzato con lavori di falegnameria, carta, stoffe colorate e attori calati nei vari ruoli.
- 1589, Invenzione di San Placido e compagni.[2] In questa occasione è realizzata una rappresentazione itinerante dove figuranti su apposite scenografie rievocavano episodi legati alla vita di San Placido: "L'arrivo di Placido e compagni a Messina", "I fratelli e le sorelle di Placido", "Assedio e l'assalto dei Saracini", "Le minacce del tiranno Mamuca in tribunale", "Il martirio di Placido e compagni", "La palma del martirio", "Gordiano seppellisce i santi corpi e la sopraffazione dell'armata nemica".

Sull'impronta delle rievocazioni processionali delle vicende di Gordiano e Donato, compagni di Placido, è verosimile pensare alla realizzazione di una e vera propria Via Crucis cittadina costituita da gruppi statuari addobbati allo scopo. In principio la cerimonia si svolge secondo lo schema iberico con un'immagine dell'Addolorata al seguito del simulacro raffigurante la bara di Cristo. Cronache successive riportano di tre barette, il particolare termine che designa i gruppi statuari messinesi deriva dalle originarie "... macchine d'argento e di finissimi cristalli ..." chiamate "bare": un simulacro di bara con il "Cristo morto" portato a spalla e seguito da altre bare. Lentamente negli anni la processione si arricchisce con altre sculture donate da artigiani, da associazioni e fedeli come ex voto. I gruppi statuari prodotti nelle varie epoche, sono realizzati in cartapesta, gesso e legno.
- 1610. Il governatore della "Confraternita di Nostra Signora del Rosario" don Andrea Furnari, i Consiglieri don Pietro Staiti e don Mario Corvaja organizzano una cerimonia di maggiore solennità e fasto il Giovedì santo. Allo scopo sono approntate otto barette con statue di grande pregio rievocanti la Passione di Cristo condotte in processione per le vie della città accompagnate con "strumenti rumoreggianti". In principio le processioni sono due, l'altra è organizzata dalla "Arciconfraternita dei Bianchi". Le spese dell'organizzazione sono sostenute dalle due associazioni. Sopraggiunta l'impossibilità per le due arciconfraternite di sostenere le spese, il Senato Messinese conviene di concedere un contributo di 20 onze l'anno con l'obbligo di continuare a curare il mantenimento e lo svolgimento della processione. Le due arciconfraternite s'integrano dando origine all'"Arciconfraternita di Nostra Signora del Santissimo Rosario sotto il titolo della Pace e dei Bianchi".
- 1622, Tale delibera non è votata dal competente Real Patrimonio, per cui le confraternite sottopongono la questione al viceré di Sicilia Emanuele Filiberto di Savoia, il quale dilettato e compiaciuto dallo spettacolo processionale approva e concede l'appannaggio richiesto. L'"Arciconfraternita di Nostra Signora del Santissimo Rosario sotto il titolo della Pace e dei Bianchi" s'integra con la "Confraternita dei Santi Apostoli Simone e Giuda".

Altre cronache posteriori riferiscono lo svolgimento dei riti penitenziali nella notte del Giovedì santo alle "due ore di notte", le 21:00 attuali, durante i quali sono portate in processione la statua dell'Addolorata, una grande croce seguita da cinque bare rappresentanti i misteri dolorosi, un feretro di cristallo col Cristo morto e la bara della Santa Spina portata a spalla dai padri Domenicani.
Una prima sospensione della Sacra Rappresentazione avviene a causa di un evento sismico, conosciuto come il Terremoto della Calabria meridionale del 1783, in seguito al quale i gruppi statuari subiscono notevoli danneggiamenti . L'interruzione delle manifestazioni si prolunga per dieci anni fino al 1793, i riti sono ripresi con notevoli sacrifici economici e materiali. La distruzione totale della città per effetto del terremoto e il crollo degli oratori di entrambe le confraternite determina la decisione della costituzione di un unico organismo. Come primo provvedimento è costruita una modesta chiesa e la confraternita cura lo svolgimento del ripristino delle processioni delle barette.
- 1801, La processione per il rispetto della cronologia degli eventi sacri è spostata al Venerdì Santo e negli anni successivi si arricchisce di nuove barette come la "Caduta" e l'"Ultima Cena". Le due processioni si unificano, sono introdotti nel corteo processionale il picchetto armato e la banda musicale militare, mantenuti fino al 1866 per essere sostituiti dai Vigili Urbani.

### Epoca contemporanea
- 1908, Il Terremoto di Messina del 1908 causa l'interruzione della processione per 14 anni e la distruzione di alcuni gruppi statuari. Il sisma non solo distrugge la città ma, cancella molte delle tradizioni cittadine. La chiesa ove si custodiscono le barette è distrutta e dalle macerie sono recuperati solo sette degli originari gruppi statuari. Nell'evento andarono distrutti i gruppi statuari di maggiore interesse artistico: la leonardesca Ultima Cena di Matteo Mancuso, artista messinese della prima metà dell'800, e la Caduta di Giovanni Rossello opera del '700. Illesa Cristo alla Colonna e quella dell'Ecce Homo risalenti ai primi anni del '700.
- 1923, Ripresa dei tradizionali riti processionali.
- 1926, Le "Varette" sono custodite nella restaurata chiesa di Sant'Elia.
- 1940 - 1944 Il lungo secondo conflitto mondiale, i bombardamenti e le distruzioni rendono impossibili le manifestazioni per un lustro.

I simulacri temporaneamente ospitati nella concattedrale del Santissimo Salvatore, al termine del conflitto sono restaurati e la Pasqua del 1945 sancisce la ripresa della processione con un percorso che tocca via Porta Imperiale e via Nino Bixio.
- 1950, Dopo una permanenza temporanea durata due anni nella chiesa di Santa Caterina di Valverde[4], le barette sono custodite nel Nuovo Oratorio della Pace, l'odierna sede da dove ogni anno si avvia la processione. Con gli anni la "Confraternita dei Bianchi" fusa nel 1971 con la "Confraternita di San Basilio degli Azzurri" non riesce a far fronte all'organizzazione della Processione. A tale evenienza risponde prontamente il "Comitato dei Battitori", eredi degli antichi custodi, i componenti hanno il compito di reclutare i portatori e guidare i fercoli durante la Processione. Il nuovo Comitato promuove il restauro dei gruppi danneggiati dall'incuria e anno dopo anno cerca di riportare la Processione agli antichi fasti. Dal 1994 al Comitato dei Battitori subentra nell'organizzazione della Processione la "Confraternita del Santissimo Crocifisso Ritrovato".

La disponibilità della chiesa dell'Oratorio della Pace di via XXIV Maggio porta a nuova dimora le attuali barette e questo luogo di culto costituisce tuttora il capolinea di partenza e d'arrivo della rituale processione.

## Il calendario e gli eventi
- Mercoledì Santo.
- Giovedì santo: In tutte le chiese durante la Messa in Coena Domini è celebrato il rito della lavanda dei piedi seguito dalla processione degli Apostoli con visita agli Altari della Reposizione impropriamente detti Sepolcri.
- Venerdì Santo: In tutte le parrocchie è rievocata la Passione del Signore, nella forma liturgica ecclesiale della Passio declamata come "lettura" dei testi tratti dai Vangeli. Segue la legatura simbolica delle campane, strumenti un tempo sostituiti dal suono delle traccole, la spoliazione e l'abbrunamento degli altari. La Passio figurata o processioni delle barette.
- Sabato Santo o Sabato di Gloria: In tutte le parrocchie si svolge la Veglia Pasquale.
- Domenica di Pasqua.
- Lunedì dell'Angelo.

## Le vare
| Anno | giorno - mese |
| ---- | ------------- |
| 2017 | 14 aprile     |
| 2018 | 30 marzo      |
| 2019 | 19 aprile     |
| 2020 | 10 aprile     |
| 2021 | 2 aprile      |
| 2022 | 15 aprile     |
| 2023 | 7 aprile      |
| 2024 | 29 marzo      |
| 2025 | 18 aprile     |

- "L'Ultima Cena": gruppo statuario dei primi decenni del Novecento di Matteo Mancuso del 1846, rifatta sullo stesso modello dopo il terremoto del 1908.
- "Gesù nell'Orto degli Ulivi": 1956.
- "La Flagellazione": conosciuta come "La Colonna" del XVII - XVIII secolo.
- "Ecce Homo": del XVII - XVIII secolo.
- "La Veronica": 1956.
- "La Caduta" o "Cristo cade sotto il peso della Croce", realizzata in cartapesta nel primo Settecento dal ceroplasta Giovanni Rossello e rifatta dopo il 1908.
- "Il Cireneo" 1958.
- "Crocifisso" o "Crocifissione": XX secolo.
- "L'Addolorata".
- "Pietà" o "La Deposizione".
- "Cristo Morto": XX secolo.

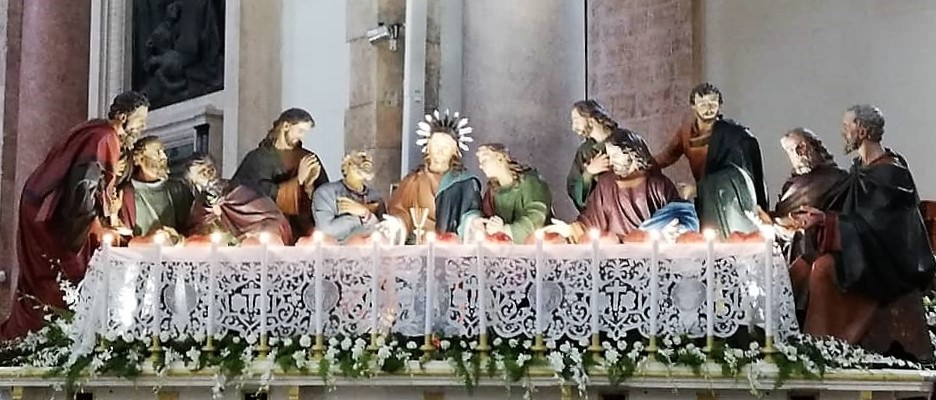
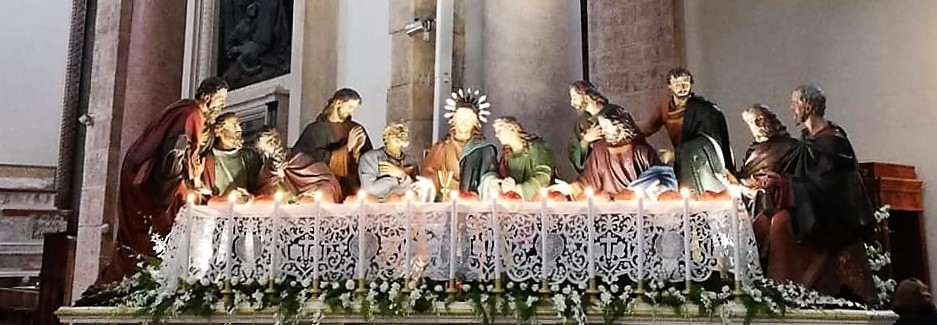
Vara Ultima Cena.
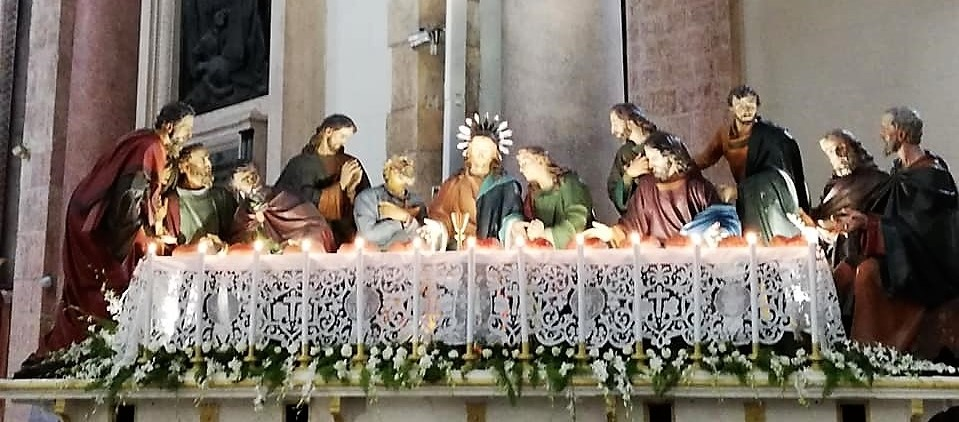

## Confraternite e patrocinatori
- "Arciconfraternita di Nostra Signora del Santissimo Rosario sotto il titolo della Pace e dei Bianchi".
- "Arciconfraternita di Santi Apostoli Simone e Giuda".
- "Confraternita dei Bianchi".
- "Confraternita del Santissimo Crocifisso Ritrovato".